# Latifa Echakhch
Latifa Echakhch (en arabe : لطيفة الشخش), née à El Khnansa au Maroc en 1974, est une artiste plasticienne contemporaine franco-marocaine, créatrice d'installations. Sa participation à la Biennale de Venise en 2011, le support de trois galeries connues implantées à Zurich (elle travaille en Suisse), à Paris, et à Tel-Aviv, et, en 2013, l'obtention du Prix Marcel-Duchamp, lui permettent d'être présente et de disposer d'une notoriété naissante dans le circuit artistique international.

## Biographie
Latifa Echakhch est née au Maroc en 1974 et arrivée en France à trois ans. Elle est diplômée de l’École nationale supérieure d'arts de Cergy-Pontoise et de l’École nationale des beaux-arts de Lyon. Elle vit et travaille à Martigny, en Suisse. Elle bénéficie du support de trois galeries d'art bien connues, la galerie Kamel Mennour à Paris, la galerie Eva Presenhuber à Zurich et la galerie Dvir Gallery à Tel-Aviv, et a participé à la Biennale de Venise de 2011. Ceci lui permet de disposer dès maintenant d'une présence et d'un début de notoriété à l'international.
Elle a obtenu le prix Marcel-Duchamp en 2013. « Son œuvre, entre surréalisme et conceptualisme, questionne avec économie et précision l’importance des symboles et traduit la fragilité du modernisme » a estimé Alfred Pacquement, président du jury, directeur du Musée national d’art moderne (Centre Pompidou). Latifa Echakhch prône l'importance des symboles, omniprésents dans notre société : elle observe et questionne, au travers de son travail, le monde qui nous entoure en cherchant à nous faire réfléchir sur nos pratiques et nos rapports. 

## Expositions personnelles
- Le Magasin de Grenoble, 2007
- Tate Modern de Londres, 2008
- Kunsthalle Fridericianum de Cassel, 2009
- Bielefelder Kunstverein, 2009
- Swiss Institute de New York, 2009
- Le Rappel des oiseaux, FRAC Champagne-Ardenne, 2010
- Laps, Musée d'art contemporain de Lyon, 2013[4]
- The sun and the set, BPS22, 2020
- The Concert, Pavillon suisse à la Biennale de Venise (en), 2022

## Muséographie
- FRAC Champagne-Ardenne
- Fonds municipal d'art contemporain de la ville de Paris

## Monographies
- Kamel Mennour, Latifa Echakhch, textes de Jean-Christophe Ammann, Latifa Echakhch, Annabelle Gugnon, Bernard Marcadé, Zürich/Dijon, Suisse/France, JRP|Ringier Kunstverlag/Les Presses du réel, 2012, 360 p. (301 ill. coul. et 24 ill. n&b)  (ISBN 978-2-914171-46-5)
- Thierry Raspail, Latifa Echakhch. Laps, Lyon, France, Musée d'art contemporain de Lyon, 2013, 248 p.  (ISBN 978-2-90646-187-1))